# Elecciones municipales de Brasil de 2012
Las elecciones municipales de Brasil de 2012 se llevaron a cabo el 7 de octubre, con el sistema electoral a dos vueltas  turnos, con el segundo turno llevado a cabo el 28 de octubre. Casi 140 millones de electores escogieron los alcaldes (prefectos), vicealcaldes (viceprefectos) y concejales (vereadores) de los 5.568 municipios de Brasil.

## Alcaldes electos en las capitales de los estados
| Región   | Estado               | Capital        | Nombre del candidato electo como prefecto | Percentaje de votos válidos (turno) | Partido del vencedor |
| -------- | -------------------- | -------------- | ----------------------------------------- | ----------------------------------- | -------------------- |
| Norte    | Amazonas             | Manaus         | Arthur Virgílio Neto                      | 65,95% (2º turno)                   | PSDB                 |
| Norte    | Rondônia             | Porto Velho    | Mauro Nazif                               | 63,36% (2º turno)                   | PSB                  |
| Norte    | Roraima              | Boa Vista      | Teresa Surita                             | 39,26% (1º turno)                   | PMDB                 |
| Norte    | Amapá                | Macapá         | Clécio Luis Vieira                        | 50,59% (2º turno)                   | PSOL                 |
| Norte    | Pará                 | Belém          | Zenaldo Coutinho                          | 56,61% (2º turno)                   | PSDB                 |
| Norte    | Acre                 | Rio Branco     | Marcus Alexandre                          | 50,77% (2º turno)                   | PT                   |
| Norte    | Tocantins            | Palmas         | Carlos Amastha                            | 49,65% (1º turno)                   | PP                   |
| Nordeste | Paraíba              | João Pessoa    | Luciano Cartaxo                           | 68,13% (2º turno)                   | PT                   |
| Nordeste | Bahía                | Salvador       | ACM Neto                                  | 53,91% (2º turno)                   | DEM                  |
| Nordeste | Pernambuco           | Recife         | Geraldo Júlio                             | 51,15% (1º turno)                   | PSB                  |
| Nordeste | Ceará                | Fortaleza      | Roberto Cláudio                           | 53,02% (2º turno)                   | PSB                  |
| Nordeste | Río Grande del Norte | Natal          | Carlos Eduardo Alves                      | 58,31% (2º turno)                   | PDT                  |
| Nordeste | Maranhão             | São Luis       | Edivaldo Holanda Jr.                      | 56,06% (2º turno)                   | PTC                  |
| Nordeste | Alagoas              | Maceio         | Rui Palmeira                              | 57,41% (1º turno)                   | PSDB                 |
| Nordeste | Piaui                | Teresina       | Firmino Filho                             | 51,54% (1º turno)                   | PSDB                 |
| Nordeste | Sergipe              | Aracaju        | João Alves                                | 52,72% (1º turno)                   | DEM                  |
| Centro   | Goiás                | Goiânia        | Paulo Garcia                              | 57,68% (1º turno)                   | PT                   |
| Centro   | Mato Grosso          | Cuiabá         | Mauro Mendes                              | 54,65% (2º turno)                   | PSB                  |
| Centro   | Mato Grosso do Sul   | Campo Grande   | Alcides Bernal                            | 62,55% (2º turno)                   | PP                   |
| Sudeste  | São Paulo            | São Paulo      | Fernando Haddad                           | 55,57% (2º turno)                   | PT                   |
| Sudeste  | Río de Janeiro       | Río de Janeiro | Eduardo Paes                              | 68,08% (1º turno)                   | PMDB                 |
| Sudeste  | Minas Gerais         | Belo Horizonte | Marcio Lacerda                            | 52,69% (1º turno)                   | PSB                  |
| Sudeste  | Espírito Santo       | Vitória        | Luciano Rezende                           | 52,73% (2º turno)                   | PPS                  |
| Sul      | Paraná               | Curitiba       | Gustavo Fruet                             | 60,65% (2º turno)                   | PDT                  |
| Sul      | Santa Catarina       | Florianópolis  | Cesar Souza Jr.                           | 52,64% (2º turno)                   | PSD                  |
| Sul      | Río Grande del Sur   | Porto Alegre   | José Fortunati                            | 65,22% (1º turno)                   | PDT                  |

### Distribución por partido
| Partido | Prefectos |
| ------- | --------- |
| PSB     | 5         |
| PT      | 4         |
| PSDB    | 4         |
| PDT     | 3         |
| PMDB    | 2         |
| DEM     | 2         |
| PP      | 2         |
| PSD     | 1         |
| PTC     | 1         |
| PPS     | 1         |
| PSOL    | 1         |

## Concejales
Los principales partidos obtuvieron en la elección de 2012 el siguiente número de concejales (comparado con el de 2008): PMDB, 7.964 (tenía 8.475); PSDB, 5.248 (tenía 5.897); PT, 5.164 (tenía 4.168); PP, 5.164 (tenía 5.128); PSD,4.663 (no existía); PDT, 3.654 (tenía 3,523); PSB, 3.566 (tenía 2.956); PTB, 3.566 (tenía 3.934); DEM, 3.275 (tenía 4.801); PR, 3.190 (tenía 3.534). Los otros partidos obtuvieron 12.135 concejales (tenían 9.487).